# Ukęślowe
Ukęślowe (Dilleniidae Takht. ex Reveal & Tahkt. 1993) – podklasa roślin zielnych, krzewów i drzew wyodrębniana w niektórych systemach klasyfikacyjnych roślin okrytonasiennych np. w systemie Cronquista (1981) i systemie Reveala z lat 1994-1999. W publikowanych w XXI wieku systemach APG (1998, 2003, 2009) zaliczane tu rzędy i rodziny klasyfikowane są w znacznej części w obrębie kladu różowych (rosids). Podklasa okazała się nie być taksonem monofiletycznym, toteż przestała być wyróżniana.  

## Charakterystyka
Grupowane w podklasie rośliny uznawano za dość pierwotne w obrębie okrytonasiennych. Do cech charakterystycznych tej grupy należą: często spiralne ułożenie elementów kwiatu, pierwotne cechy drewna, wolne pręciki wyrastające dośrodkowo (najbliższe zalążni są najmłodsze), zalążnia bywa często tworzona przez wolne owocolistki. 

## Systematyka
Podział podklasy w systemie Reveala
- Nadrząd: Capparanae Reveal Phytologia76:3 1994 
  - Rząd: Batales Engl. Syllabus,ed.5:111 1907
  - Rząd: Capparales Hutch. Bull.Misc.Inform.:122 1924 - kaparowce
  - Rząd: Gyrostemonales Takht. Divers.Classif.Fl.Pl.:123 1997
  - Rząd: Moringales Nakai Chosakuronbun Mokuroku:240 1943 - moringowce
- Nadrząd: Cucurbitanae Reveal Phytologia76:4 1994 
  - Rząd: Begoniales Dumort. Anal.Fam.Pl.:13 1829 – begoniowce
  - Rząd: Cucurbitales Dumort. Anal.Fam.Pl.:28 1829 – dyniowce
- Nadrząd: Dillenianae Takht. Sist.Filog.Cvetk.Rast.:168 1967 
  - Rząd: Dilleniales Hutch. Bull.Misc.Inform.1924:126 1924 – ukęślowce
- Nadrząd: Ericanae Takht. Sist.Filog.Cvetk.Rast.:221 1967 
  - Rząd: Actinidiales Takht. ex Reveal Phytologia74:174 1993 – aktinidiowce
  - Rząd: Bruniales Dumort. Anal.Fam.Pl.:33 1829
  - Rząd: Diapensiales Engl. & Gilg Engler's Syllabus,ed.9-10:3141924
  - Rząd: Ericales Dumort. Anal.Fam.Pl.:28 1829 – wrzosowce
  - Rząd: Fouquieriales Takht. ex Reveal Novon 2:238 1992
  - Rząd: Geissolomatales Takht. ex Reveal Novon2:238 1992
- Nadrząd: Euphorbianae Takht. ex Reveal Novon 2:236 1992 
  - Rząd: Euphorbiales Lindl. Nix.Pl.:13 1833 – wilczomleczowce
- Nadrząd: Lecythidanae Takht. ex Reveal Novon2:236 1992 
  - Rząd: Lecythidales Cronquist Bull.Jard.Bot.Bruxelles27:23 1957 – czaszniowce
- Nadrząd: Malvanae Takht. Sist.Filog.Cvetk.Rast.:242 1967 
  - Rząd: Cistales Rchb. Bot.Damen:496 1828 – czystkowce
  - Rząd: Malvales Dumort. Anal.Fam.Pl.:43 1829 – ślazowce
  - Rząd: Thymelaeales Willk. Anleit.Stud.Bot.2:235 1854 – wawrzynkowce
- Nadrząd:Nepenthanae Takht. ex Reveal Phytologia79:71 1996
  - Rząd: Droserales Griseb. Grundr.Syst.Bot.:75 1854 – rosiczkowce
  - Rząd: Nepenthales Dumort. Anal.Fam.Pl.:14 1829
- Nadrząd: Primulanae R.Dahlgren ex Reveal Phytologia79:71 1996 
  - Rząd: Primulales Dumort. Anal.Fam.Pl.:29 1829 - pierwiosnkowce
  - Rząd: Styracales Bisch. Lehrb.Bot.2(2):655 1839 – styrakowce
- Nadrząd: Sarracenianae Thorne ex Reveal Phytologia79:71 1996 
  - Rząd: Sarraceniales Bromhead Edinburgh New Philos.J.24:417 1838
- Nadrząd: Theanae R. Dahlgren ex Reveal Phytologia74:179 1993 
  - Rząd: Ancistrocladales Takht. ex Reveal Novon2:238 1992
  - Rząd: Dioncophyllales Takht. ex Reveal Phytologia74:174 1993
  - Rząd: Elatinales Nakai J.Jap.Bot.24:13 1949
  - Rząd: Ochnales Hutch. ex Reveal Novon2:239 1992
  - Rząd: Paracryphiales Takht. ex Reveal Novon2:239 1992
  - Rząd: Physenales Takht. Divers.Classif.Fl.Pl.:168 1997
  - Rząd: Theales Lindl. Nix.Pl.:12 1833 – herbatowce, kameliowce
- Nadrząd: Urticanae Takht. ex Reveal Novon2:237 1992 
  - Rząd: Urticales Dumort. Anal.Fam.Pl.:15 1829 – pokrzywowce
- Nadrząd: Violanae R. Dahlgren ex Reveal Novon2:237 1992 
  - Rząd: Caricales L.D. Benson Pl.Classif.:648 1957 – melonowce
  - Rząd: Elaeocarpales Takht. Divers.Classif.Fl.Pl.:226 1997
  - Rząd: Passiflorales Dumort. Anal.Fam.Pl.:37 1829
  - Rząd: Salicales Lindl. Nix.Pl.:17 1833 – wierzbowce
  - Rząd: Tamaricales Hutch. Bull.Misc.Inform.1924:127 1924 – tamaryszkowce
  - Rząd: Violales Perleb Lehrb.Naturgesch.Pflanzenr.:316 1826 – fiołkowce